# Mihama (Aichi)
Mihama (美浜町?) è una cittadina giapponese della prefettura di Aichi.